# Synagoga Główna w Mińsku
Synagoga Główna w Mińsku (biał. Сінагога Галоўная), również Synagoga Beit Israel (biał. Сінагога Бэйс Ісраэль) – synagoga znajdująca się w Mińsku przy ulicy Daumana 13b. Jest główną synagogą mińskiej gminy żydowskiej.
Synagoga została zbudowana w 1913 z inicjatywy Żydów ortodoksyjnych. W 1994 zwrócono ją społeczności żydowskiej – rezyduje tu główny rabin Białorusi.